# Crassa tinctella

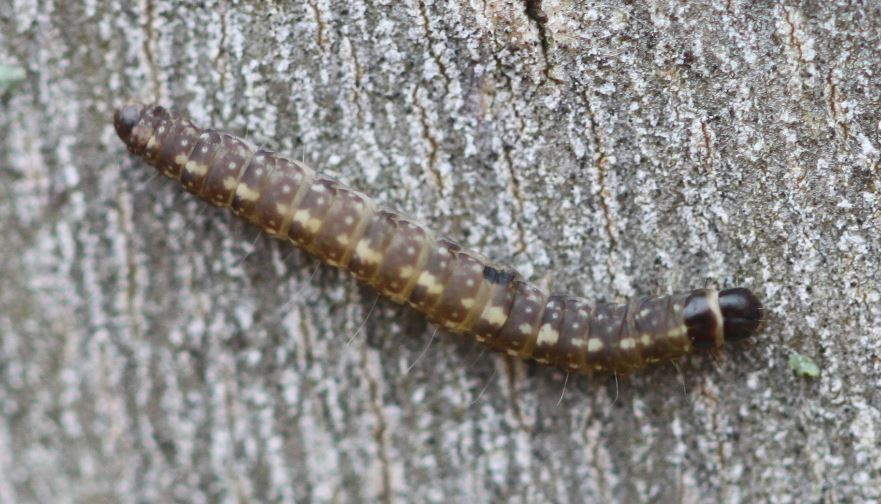
Raupe, Anfang Januar

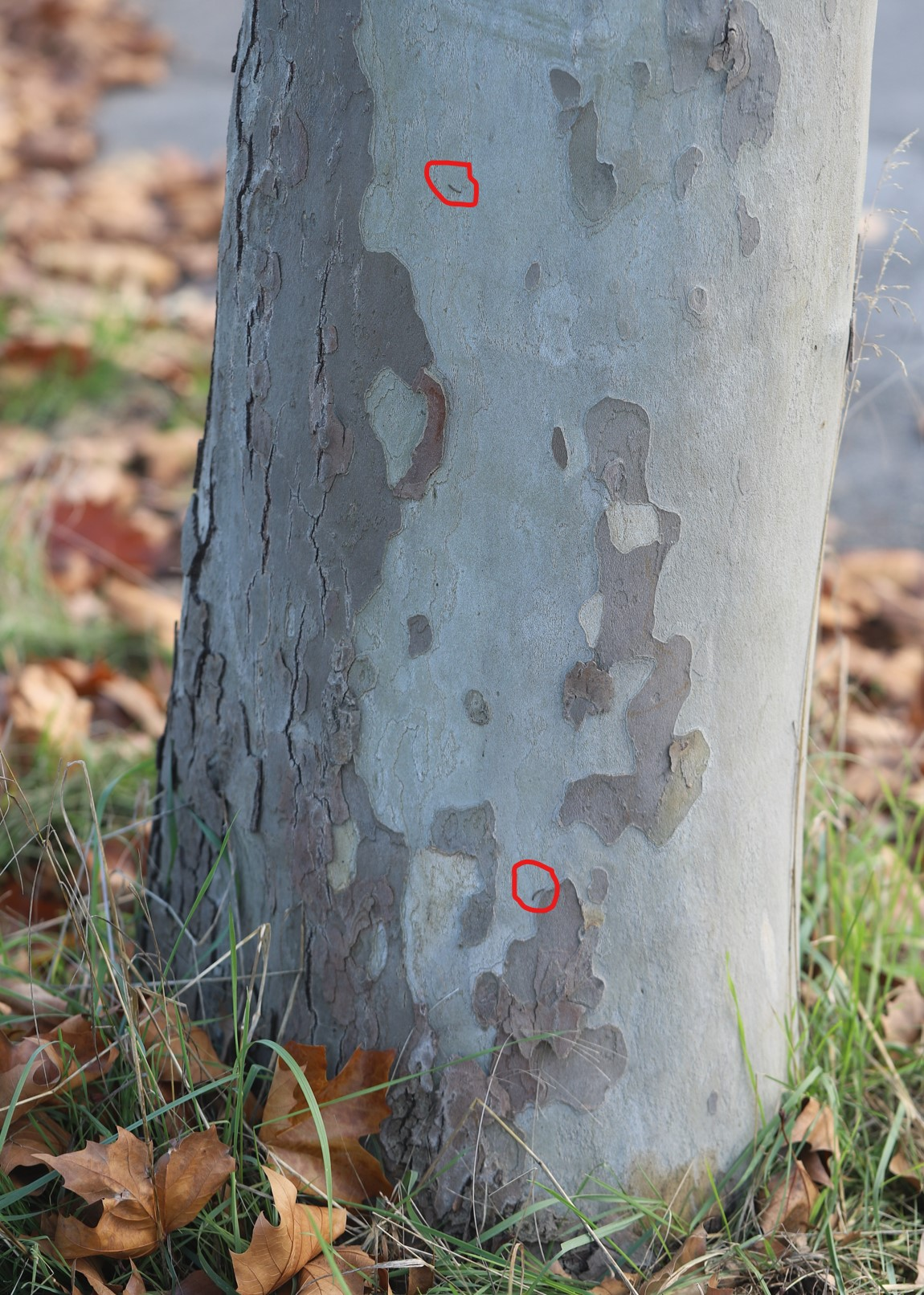
2 Raupen Mitte Dezember am Stamm einer Platane

Crassa tinctella ist ein Schmetterling aus der Familie der Faulholzmotten (Oecophoridae).

## Merkmale
Die Flügelspannweite der Falter beträgt etwa 15 Millimeter. Die Vorderflügel sind hellbraun-ockerfarben, die Hinterflügel graubraun gefärbt. Kopf, Thorax und Labialpalpen sind gelb.
Die überwiegend bräunlich gefärbten Raupen sind etwa 10 mm lang. Sie weisen ein blassgelbes Fleckenmuster auf. Kopf, Nackenschild und Analschild sind dunkelbraun.

## Ähnliche Arten
Die Falter ähneln denen von Crassa unitella. Kopf und Thorax haben bei diesen jedoch einen helleren Gelbton. Außerdem ist der Kopf von Crassa unitella im Gegensatz zu dem von Crassa tinctella in Ruhestellung nach unten gerichtet. Ferner ist die Flugzeit von Crassa unitella etwas später im Jahr.

## Vorkommen
Die Art ist in der westlichen Paläarktis heimisch. Sie ist in Europa weit verbreitet. Ihr Vorkommen reicht im Norden bis nach Mittelengland, Nordwales und Mittelschweden. Auf der irischen Insel, auf der Iberischen Halbinsel sowie auf der Balkanhalbinsel fehlt die Art offenbar. Für Crassa tinctella gibt es relativ wenig Nachweise. In manchen Gebieten gilt die Art als verschollen.

## Lebensweise
Die Raupen beobachtet man von November bis Mitte Februar an den Stämmen von Platanen (Platanus). Es handelt sich bei den Bäumen um glattrindrige Platanen, die sich nicht in Siedlungsgebieten befinden, sondern am Rande von Streuobstwiesen. Es werden auch Weiden (Salix) als Wirtsbäume genannt. Die Raupen sind auch bei Temperaturen um den Gefrierpunkt aktiv. Sie ernähren sich vermutlich von Flechten und moderndem Holz. Die Raupen verpuppen sich im Frühjahr. Die dämmerungsaktiven Schmetterlinge beobachtet man hauptsächlich in den Monaten Mai und Juni.